# Eutròpia (sogra de Constanci Clor)
Eutròpia (en llatí Eutropia) era una dama romana nascuda a Síria que va ser emperadriu romana.
Es va casar molt jove, però el nom del seu primer marit no és conegut, encara que sembla que va ser Afrani Annibalià. En segones noces, a finals del segle iii, però en data desconeguda, es va casar amb Maximià Herculi i va ser la mare de Maxenci i Fausta, que es va casar amb Constantí el Gran.
Quan el seu gendre es va fer cristià (no es va batejar fins poc abans de morir) Eutròpia també va adoptar aquesta religió i va anar a Palestina on va aconseguir l'eliminació d'algunes pràctiques paganes antigues, com ara els festivals i ritus al voltant del roure de Mamre, lloc on s'havia instal·lat Abraham, i on Constantí hi va fer edificar un temple.
Hi ha dubtes de si Flàvia Maximiana Teodora, que es va casar amb Constanci I Clor era la filla d'Eutròpia i del primer marit o bé una filla de Maximià i d'una esposa anterior de qui no es coneix el nom.